# إبراهيم بن ميسرة
إبراهيم بن ميسرة الطائفي، نزيل مكة، كان مولى لبعض أهل مكّة. مُحدث ثبت حافظ من صغار التابعين، وفقيه، توفي في عام 132 هـ، في خلافة مروان بن محمد. روى له أصحاب الكتب الستة.

## روايته للحديث
- روى عن: أنس بن مالك، وسعيد بن جبير، وسالم بن عبد الله بن عمر بن الخطاب، وسعيد بن الحويرث، وسعيد بن المسيب، وطاووس بن كيسان، وعبد الله بن معية، وعبد العزيز بن عمر بن عبد العزيز، وعبيد بن ربيعة، وعثمان بن عبد الله بن الأسود الطائفي، وعثمان بن عبد الله بن أوس بن حذيفة الثقفي، وعطاء بن أبي رباح، وعمرو بن الشريد، وعمرو بن شعيب، ومجاهد بن جبر، ومحمد بن أبي سويد الطائفي، ووهب بن عبد الله بن قارب، ويعقوب بن عاصم بن عروة بن مسعود الثقفي، وعمته، وكان لها صحبة.
- روى عنه: أيوب السختياني، وروح بن القاسم، وزكريا بن إسحاق، وسفيان الثوري، وسفيان بن عيينة، وشعبة بن الحجاج، وعبد الملك بن عبد العزيز بن جريج، وعثمان بن الأسود، والمثنى بن الصباح، ومحمد بن مسلم الطائفي، ومعمر بن راشد، وأبو جزء نصر بن طريف الباهلي، وأبو عوانة.
- منزلته في الجرح والتعديل: قال أحمد بن حنبل، ويحيى بن معين: «ثقة»، قال البخاري عن علي: له نحو ستين حديثا أو أكثر،[1] وقال ابن حجر العسقلاني: «ثبت حافظ»،[2] وقال محمد بن سعد البغدادي: «كان ثقةً كثير الحديث.».[3]